# جان رمبو (فیلم)
جان رمبو (به انگلیسی John Rambo) که تحت عنوان رمبو یا رمبو ۴ نیز شناخته می‌شود، عنوان فیلمی آمریکایی در ژانر اکشن به نویسندگی و کارگردانی سیلوستر استالونه است که در سال ۲۰۰۸ اکران شد. این فیلم چهارمین قسمت از سری فیلم‌های رمبو به حساب می‌آید. اولین خون (۱۹۸۲)، رمبو: اولین خون قسمت دوم (۱۹۸۵) و رمبو ۳ (۱۹۸۸) فیلم‌های این سری هستند.

## داستان فیلم
برمه غرق در خون و آتش است. کشتار مردم بی‌گناه به بدترین شکل به بهانهٔ سرکوب شورشیان، تنها دلیل یک سرهنگ ارتشی روانی و پست‌فطرت است. جان رمبو (با بازی سیلوستر استالونه) سرباز بازنشسته ارتش آمریکا، در تایلند به کار صید ماهی و مار مشغول است و زندگی آرامی دارد. گروهی مدافع حقوق بشر و انسان‌دوست به سرپرستی مردی به نام مایکل (با بازی پال شولتز) از رمبو درخواست می‌کنند تا آن‌ها را برای رسیدن به برمه همراهی کند. رمبو مخالفت کرده و به آن‌ها هشدار می‌دهد که راه آمده را بازگردند. رمبو می‌گوید که در برمه چیزی جز مرگ انتظارشان را نمی‌کشد؛ امّا سارا (با بازی جولی بنز) نامزد مایکل اصرار می‌کند تا رمبو آن‌ها را همراهی کند. او می‌گوید که مردم برمه به غذا و دارو شدیداً نیاز دارند. رمبو در نهایت می‌پذیرد و با آنان همراه می‌شود. در راه آن‌ها با گروهی آدمکش و متجاوز روبه‌رو می‌شوند. رمبو به ناچار با این گروه درگیر شده و آن‌ها را می‌کشد. مایکل مخالفت خود را نسبت به رفتار خشن رمبو اعلام می‌کند و در ادامهٔ مسیر از او می‌خواهد که او و دوستانش را ترک کند. سارا بابت کمک‌های رمبو از او تشکر می‌کند و صلیب کوچکی را که به گردن دارد، به رمبو می‌دهد. مایکل، سارا و دیگر افراد گروه‌شان به دهکده می‌روند و به یاری مردم می‌شتابند ولی دیری نمی‌گذرد که نیروی‌های ارتش برمه از راه می‌رسند و دست به کشتار مردم می‌زنند. سارا و مایکل اسیر می‌شوند و بسیاری از دوستانشان همانند مردم برمه کشته می‌شوند… از رمبو درخواست می‌شود که به یاری آن‌ها بشتابد. این در حالی است که گروهی مزدور نیز رمبو را در این مأموریت همراهی می‌کنند؛ امّا بیشتر افراد این گروه که چیزی جز پول برایشان مهم نیست، قاعدتاً نمی‌توانند با اندیشهٔ رمبو که هدفش چیزی جز کمک و نجات بی‌گناهان نیست، کنار بیایند. مزدوران شبانه به اردوگاه حمله می‌کنند و در حالی که اسرای بازمانده را نجات می‌دهند، افراد بسیاری از دشمن را نیز غافلگیر کرده و می‌کشند. رمبو نیز به کمک سارا می‌شتابد و او را که در معرض تجاوز قرار دارد، نجات می‌دهد. مزدوران نیز منتظر رمبو و سارا نمانده و از صحنه می‌گریزند. سارا و رمبو در یک قدمی مرگ توسط یکی از مزدوران تک‌تیرانداز که برخلاف همراهانش صحنه را خالی نکرده، نجات می‌یابند. پس از مدّتی کشمکش، مزدوران به چنگ سرهنگ ارتشی و دارودسته‌اش می‌افتند. سرهنگ دستور می‌دهد که همهٔ آنان را تیرباران کنند ولی دوباره رمبو به موقع از راه می‌رسد و به کمک یک تیربار به جان دشمن می‌افتد و سرانجام، به کمک شورشیان و البته مزدوران، ارتش برمه از هم می‌پاشد. سرهنگ قصد دارد از صحنه بگریزد، امّا رمبو او را می‌کشد. سارا، مایکل و برخی از مزدوران از این نبرد خونین جان سالم به‌در می‌برند.
در پایان، رمبو، خسته و زخمی و اندوهگین به فاجعهٔ جنگ می‌نگرد و در آخر به مزرعهٔ پدری خود در آریزونا بازمی‌گردد.

## بازیگران
- سیلوستر استالونه
- جولی بنز
- تیم کانگ
- پال کلاوس
- کن هاوارد
- ریچارد کرنا
- متیو مارسدن
- گریم مک تاویش
- پال شولتز

## بودجه، فروش
این فیلم که پانزده تهیه‌کننده داشت و برای ساختش پنجاه میلیون دلار هزینه شد، بیش از صد و سیزده میلیون دلار در گیشه فروش کرد.

## حواشی
به استالونه و گروهش اجازه ندادند که در برمه فیلمبرداری کنند؛ بنابراین آنان به جای دیگری رفتند و برمه را بازسازی کردند.
چند استخوان سیلوستر استالونه حین فیلمبرداری صحنه‌های اکشن، شکست.
استالونه در این فیلم در حالی برای چهارمین بار (و البته با موفقیت) در هیبت جان رمبو ظاهر شد که سن او شصت و دو سال بود.
استالونه پس از موفقیت این فیلم اعلام کرد که قسمت پنجم این سری را تحت عنوان رمبو: شکار وحشیانه خواهد ساخت، امّا در حالی که ماجرای فیلمنامه نیز مطرح شده بود، تولید این فیلم متوقف شد. استالونه مدّتی بعد عنوان پنجم رمبو را از شکار وحشیانه به رمبو: آخرین ایستادگی تغییر و از متن و طرح جدیدی برای داستان آن خبر داد ولی ساخت این فیلم نیز متوقف شد. سرانجام در سال ۲۰۱۹ قسمت پنجم با عنوان رمبو: آخرین خون ساخته شد.
جولی بنز (بازیگر نقش سارا) پس از احتمال ساخت قسمت پنجم، موافقت خود را با بازی در این فیلم (در صورتی که نقش سارا در قسمت بعد هم حضور داشته باشد) اعلام کرد. جولی بنز می‌گوید: «از تجربهٔ کار با استالونه و حضور در فیلم جان رمبو بی‌نهایت احساس رضایت دارم.»

## از دیالوگ‌های فیلم
جان رمبو: یا زندگی کن برای هیچ چیز، یا بمیر برای یک چیز…
live for nothing...or die for somthing...